# Видзью (приток Большой Визинги)
Видзью (устар. Видзь-Ю) — река в России, протекает в Сысольском районе Республики Коми. Устье реки находится в 81 км по левому берегу реки Большая Визинга. Длина реки составляет 30 км.
Течёт преимущественно на юг в лесистой местности. Основные притоки (от истока к устью, оба левые): Рыб-Ель, Кумлас (3 км от устья). Впадает в Большую Визингу в 1,5 км к западу от посёлка Визиндор.

## Данные водного реестра
По данным государственного водного реестра России относится к Двинско-Печорскому бассейновому округу, водохозяйственный участок реки — Вычегда от истока до города Сыктывкар, речной подбассейн реки — Вычегда. Речной бассейн реки — Северная Двина.
Код объекта в государственном водном реестре — 03020200112103000019478.